# 越前敏弥
越前 敏弥（えちぜん としや、1961年 - ）は、日本の翻訳家、翻訳講座講師。
石川県生まれ。筑波大学附属駒場中学校・高等学校、東京大学文学部国文科卒業。ゲームセンター従業員、学習塾自営、留学予備校講師などを経たのち、フェロー・アカデミーで田村義進のゼミクラスで翻訳を学ぶ。37歳からエンタテイメント小説の翻訳を始める。ダン・ブラウン作品などミステリーの翻訳を中心に活動中。また、朝日カルチャーセンター（東京・大阪）で教鞭をとるかたわら、翻訳ミステリー大賞の創設などにも携わり、後続の育成にも力を注いでいる。

## 作品リスト

### 著書
- 『越前敏弥の 日本人なら必ず誤訳する英文 あなたはこれをどう訳しますか?』（ディスカヴァー・トゥエンティワン）2009.2
- 『越前敏弥の日本人なら必ず悪訳する英文』（ディスカヴァー・トゥエンティワン）2011.2
- 『越前敏弥の日本人なら必ず誤訳する英文 リベンジ編』（ディスカヴァー・トゥエンティワン）2014.3
- 『翻訳百景』（角川新書）2016.2
- 『文芸翻訳教室』（研究社）2018
- 『この英語、訳せない!：headは頭?顔?首?』（ジャパンタイムズ出版）2019
- 『越前敏弥の日本人なら必ず誤訳する英文 決定版』（ディスカヴァー・トゥエンティワン）2019
- 『「英語が読める」の9割は誤読』（ジャパンタイムズ出版）2021

#### 編纂
- 『ねみみにみみず』（東江一紀、作品社）2018

### 翻訳
- ロバート・ゴダード
  - 『惜別の賦』（創元推理文庫）1999.1
  - 『鉄の絆』上・下（創元推理文庫）1999.4
  - 『石に刻まれた時間』（創元推理文庫）2003.1
  - 『還らざる日々』上・下（講談社文庫）2008.7
- マイクル・レドウィッジ
  - 『デッドエンド』（ハヤカワ文庫）2000.2
- スティーヴ・ハミルトン
  - 『氷の闇を越えて』（ハヤカワ文庫）2000.4／新版（ハヤカワ・ミステリ文庫）2013.7
  - 『ウルフ・ムーンの夜』（ハヤカワ文庫）2001.1
  - 『狩りの風よ吹け』（ハヤカワ・ミステリ文庫）2002.5
  - 『解錠師』（早川書房）2011.12／ハヤカワ・ミステリ文庫 2012.12
  - 『ニック・メイソンの第二の人生』（角川文庫）2016
  - 『ニック・メイソンの脱出への道』（角川文庫）2018
- リチャード・ハル
  - 『他言は無用』（創元推理文庫）2000.11
- ジェレミー・ドロンフィールド
  - 『飛蝗の農場』（創元推理文庫）2002.3
- ジェフリー・ディーヴァー
  - 『死の教訓』上・下（講談社文庫）2002.3
  - 『死の開幕』（講談社文庫）2006.12
- ジョン・サールズ
  - 『ボーイ・スティル・ミッシング』（角川書店）2003.1
- ダン・ブラウン
  - 『天使と悪魔』上・下（角川書店）2003.10。角川文庫（上・中・下）2006.6

『天使と悪魔 ヴィジュアル愛蔵版』（角川書店）2006.12
  - 『ダ・ヴィンチ・コード』上・下（角川書店）2004.5。角川文庫（上・中・下）2006.3

『ダ・ヴィンチ・コード ヴィジュアル愛蔵版』（角川書店）2005.8
『ダ・ヴィンチ・コード 特装革製ヴィジュアル愛蔵版』（角川書店）2006.11
  - 『デセプション・ポイント』上・下（角川書店）2005.4。角川文庫（上・下）2006.10
  - 『パズル・パレス』上・下（熊谷千寿共訳、角川書店）2006.4。角川文庫（上・下）2009.3
  - 『ロスト・シンボル』上・下（角川書店）2010.2。角川文庫（上・中・下）2012.8

『ロスト・シンボル Limited Edition』上・下（角川書店）2010.2
  - 『インフェルノ』上・下（角川書店）2013.11。角川文庫（上・中・下）2016.2

『インフェルノ ヴィジュアル愛蔵版』（角川書店）2015.8
  - 『オリジン』上・下 (KADOKAWA) 2018。角川文庫（上・中・下）2019
- アンドリュー・テイラー
  - 『天使の遊戯』（講談社文庫）2004.2
  - 『天使の背徳』（講談社文庫）2005.1
  - 『天使の鬱屈』（講談社文庫）2006.2
- ロナルド・アンソニー
  - 『父さんが言いたかったこと』（新潮社）2004.2
- ドナルド・E・ウェストレイク
  - 『弱気な死人』（ヴィレッジブックス）2005.7
- レイ・ブラッドベリ
  - 『さよなら、コンスタンス』（文藝春秋）2005.9
- ジェレミー・ドロンフィールド
  - 『サルバドールの復活』上・下（創元推理文庫）2005.10
- ライザ・ロガック
  - 『ダ・ヴィンチ・コード 誕生の謎』（佐藤桂共訳、角川書店）2006.4
- アキヴァ・ゴールズマン
  - 『映画ダ・ヴィンチ・コード オフィシャル・ムービー・ブック』（青木創共訳、角川メディアハウス）2006.5
- トーマス・ブレツィナ
  - 『ダ・ヴィンチのひみつをさぐれ! ねらわれた宝と7つの暗号』（熊谷淳子共訳、朝日出版社）2006.5
  - 『ゴッホの宝をすくいだせ! 色いろ怪人と魔法の虫めがね』（田中亜希子共訳、朝日出版社）2007.5
  - 『ミケランジェロの封印をとけ! 冒険ふしぎ美術館』（生方頼子共訳、英治出版）2008.6
- マイクル・コリータ
  - 『さよならを告げた夜』（早川書房）2006.8
- マイケル・ロボサム
  - 『容疑者』集英社文庫（上・下）2006.10
  - 『生か、死か』（早川書房）2016。ハヤカワ・ミステリ文庫（上・下）2018
  - 『天使と嘘』ハヤカワ・ミステリ文庫（上・下）2021
  - 『天使の傷』ハヤカワ・ミステリ文庫（上・下）2022
- ジェイムズ・W・ニコル
  - 『ミッドナイト・キャブ』（ヴィレッジブックス）2007.7
- ブラッド・メルツァー
  - 『運命の書』各 上・下、（角川書店）2008.1。角川文庫 2010.3
- パーシヴァル・ワイルド
  - 『検死審問 インクエスト』（創元推理文庫）2008.2
  - 『検死審問 ふたたび』（創元推理文庫）2009.3
- エラリー・クイーン
  - 『Xの悲劇』（角川文庫）2009.1
  - 『Yの悲劇』（角川文庫）2010.9
  - 『Zの悲劇』（角川文庫）2011.3
  - 『レーン最後の事件』（角川文庫）2011.9
  - 『ローマ帽子の秘密』（青木創共訳、角川文庫）2012.10
  - 『フランス白粉の秘密』（下村純子共訳、角川文庫）2012.12
  - 『オランダ靴の秘密』（国弘喜美代共訳、角川文庫）2013.3
  - 『ギリシャ棺の秘密』（北田絵里子共訳、角川文庫）2013.6
  - 『エジプト十字架の秘密』（佐藤桂共訳、角川文庫）2013.9
  - 『アメリカ銃の秘密』（国弘喜美代共訳、角川文庫）2014.6
  - 『シャム双子の秘密』（北田絵里子共訳、角川文庫）2014.10
  - 『災厄の町 新訳版』（早川書房 ハヤカワ・ミステリ文庫）2014.12
  - 『チャイナ蜜柑の秘密』（青木創共訳、角川文庫）2015.1
  - 『スペイン岬の秘密』（国弘喜美代共訳、角川文庫）2015.4
  - 『中途の家』（佐藤桂共訳、角川文庫）2015.7
  - 『九尾の猫 新訳版』（ハヤカワ・ミステリ文庫）2015.8
  - 『フォックス家の殺人 新訳版』（ハヤカワ・ミステリ文庫）2020.12
  - 『十日間の不思議 新訳版』（ハヤカワ・ミステリ文庫）2021.2
  - 『ダブル・ダブル 新訳版』（ハヤカワ・ミステリ文庫）2022.8
  - 『靴に棲む老婆 新訳版』（ハヤカワ・ミステリ文庫）2022.12
  - 『境界の扉 日本カシドリの秘密』（角川文庫）2024.6
- スミス・マガジン
  - 『Six - Words たった6語の物語』（ディスカヴァー・トゥエンティワン）2010.11
- マイケル・コックス
  - 『夜の真義を』（文藝春秋）2011.3。文春文庫（上・下）2013.9
- C・J・サンソム
  - 『チューダー王朝弁護士シャードレイク』（集英社文庫）2012.8
  - 『暗き炎 チューダー王朝弁護士シャードレイク』上・下（集英社文庫）2013.8
  - 『支配者 チューダー王朝弁護士シャードレイク』上・下（集英社文庫）2014.11
- ゴードン・キャンベル
  - 『逆転立証』上・下（RHブックス・プラス）2012.11
- アーネスト・トンプソン・シートン
  - 『シートン動物記 オオカミ王ロボ ほか』（角川つばさ文庫）2012.12
  - 『シートン動物記 サンドヒルの雄ジカ ほか』（角川つばさ文庫）2013.10
  - 『シートン動物記 クラッグ クートネーの雄ヒツジ ほか』（角川つばさ文庫）2015.4
- ベス・ブラッケン
  - 『おぎょうぎのわるいピート こころを育てる絵本シリーズ』（辰巳出版）2013.8
- ジョーン・ゲイル・ロビンソン
  - 『新訳 思い出のマーニー』（角川つばさ文庫）2014.7。角川文庫 2014.7
- オー・ヘンリー
  - 『賢者の贈り物 / 最後のひと葉』（武富博子、田中亜希子、宮坂宏美、吉澤康子共訳、角川つばさ文庫）2014.12
- キャロル・ボストン・ウェザーフォード
  - 『ゴードン・パークス』（ジェイミー・クリストフ絵、光村教育図書）2016
- ロバート・マッキー
  - 『ダイアローグ 小説・演劇・映画・テレビドラマで効果的な会話を生みだす方法』（フィルムアート社）2017
  - 『ストーリー ロバート・マッキーが教える物語の基本と原則』（フィルムアート社）2018
  - 『キャラクター 登場人物の本質と創作の技法』（フィルムアート社）2022
- スティーヴン・ローリー
  - 『おやすみ、リリー』（ハーパーコリンズ・ジャパン）2017
- 『世界文学大図鑑』（ジェイムズ・キャントンほか著、沼野充義日本語版監修、三省堂）2017
- E・O・キロヴィッツ
  - 『鏡の迷宮』（集英社文庫）2017
- メアリー・スチュアート
  - 『メアリと魔女の花 新訳』（中田有紀共訳、角川つばさ文庫）2017
- ビル・クリントン／ジェイムズ・パタースン
  - 『大統領失踪』（久野郁子共訳、早川書房）2018
- リアノン・ネイヴィン
  - 『おやすみの歌が消えて』（集英社）2019
- 『世界物語大事典』（ローラ・ミラー総合編集、巽孝之日本語版監修、三省堂）2019
- 『小説 アナと雪の女王』1 - 2（ないとうふみこ共訳、角川文庫）2019
- 『世界史大図鑑』（レグ・グラントほか、小島毅日本語版監修、三省堂）2019
- マイケル・ロボサム
- シヴォーン・ダウド
  - 『ロンドン・アイの謎』（東京創元社）2022
  - 原案：ロビン・スティーヴンス『グッゲンハイムの謎』（東京創元社）2022